# John Farnham

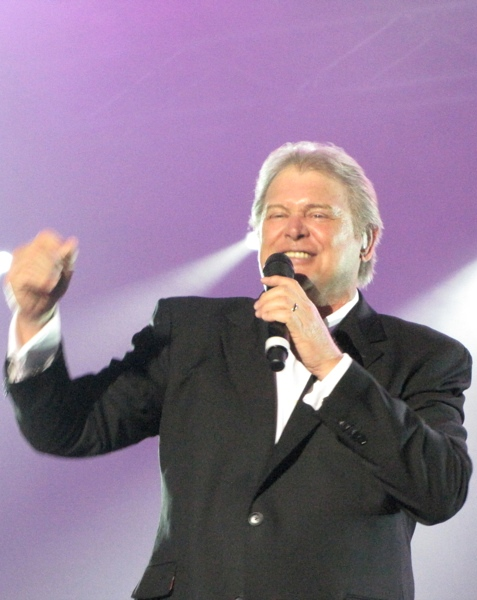
John Farnham, 2010

John Peter Farnham, AO (ur. 1 lipca 1949) – australijski piosenkarz.
Rozpoczął karierę w 1964, w latach 1982-85 zastąpił Glenna Shorrocka w Little River Band, ale przez większość kariery występował solo.
Album Farnhama z 1986 zatytułowany Whispering Jack jest najlepiej sprzedającym się albumem w Australii. Jest jedynym australijskim artystą który umieścił swoje płyty na pierwszym miejscu list przebojów przez pięć kolejnych dekad: single "Sadie (The Cleaning Lady)" w 1967, "Raindrops Keep Fallin' on My Head" w 1969/1970 i "Age of Reason" w 1988, oraz albumy Age of Reason i Chain Reaction w 1990, Then Again... w 1993, Anthology 1: Greatest Hits 1986-1997 w 1997, 33⅓ w 2000 i The Last Time w 2002.
W 1987 otrzymał tytuł Australijczyka Roku, w 1996 został uhonorowany odznaczeniem Order of Australia.